# Monte Bissolo
Il monte Bissolo è una collina dell'Appennino ligure alta 560 m s.l.m., posta sul versante destro della val Tidone, nel comune di Alta Val Tidone, in provincia di Piacenza.
Il territorio intorno al monte, con il lago di Trebecco, è stato dichiarato di notevole interesse pubblico tramite un decreto ministeriale nel 1985.

## Descrizione
Il monte Bissolo si presenta da un punto di visto geologico, come caratterizzato dalla presenza di formazioni di arenarie di Ranzano.
Nei pressi della pendice occidentale del monte, il corso del torrente Tidone è stato sbarrato dalla costruzione, tra il 1921 e il 1928, di una diga che ha originato l'invaso artificiale di Trebecco. Di conseguenza, il versante occidentale del rilievo si alza in maniera piuttosto ripida, nonostante l'altezza non particolarmente significativa, direttamente dalle sponde del lago.
Il versante sud orientale, invece, è più dolce e presenta, nei pressi della cima, un piccolo altopiano sul quale si trovano i resti del castello di Trebecco, di costruzione medievale, il cui stato di conservazione è, tuttavia, piuttosto precario. In posizione inferiore rispetto al castello si trova l'abitato di Trebecco, anch'esso di origine medievale. Tra il castello e il centro di Trebecco sono sorti alcuni edifici a scopo agricolo come piccoli capannoni e rimesse di attrezzi, in buona parte abbandonati.
Le pendici della collina sono coperte da boschi, in prevalenza composti da diverse essenze di latifoglie, tra le quali spiccano sul versante che dà sull'abitato di Trebecco la roverella e il carpino nero, mentre sul versante che dà sul lago sono presenti castagni, aceri riccio, rovere, farnie e olmi campestri. Le superfici boscate si alternano con formazioni pratose e con pascoli alberati, posti in maggioranza nella parte più bassa del rilievo.
Sono presenti, altresì, alcuni boschi di conifere, originati da inserimenti opera dell'uomo. Nel complesso, nonostante ne sia stata preservata in buona parte la naturalità, la qualità del verde posta sui declivi del monte è considerata migliorabile, sia dal punto di vista della composizione tra le diverse essenze, sia dal punto di vista del soprassuolo. Nel sottobosco è presente il dittamo, essenza particolarmente rara nella provincia di Piacenza, mentre nei prati aridi è presente il citiso argenteo, essenza termofila tipica del Mediterraneo occidentale non presente in nessuna altra zona del piacentino.